# Gwishini sanda
Gwishini sanda (hangul: 귀신이 산다) – południowokoreański film, nakręcony w 2004.

## Opis fabuły
Pil-gi (Cha Seung-won) całe swoje życie szukał domu. Jako dziecko wraz z ojcem wędrował po kraju, mieszkając to tu, to tam, nie mając ustalonego miejsca zamieszkania. Kiedy Pil-gi jest już dorosły, jego ojciec umiera. Na łożu śmierci mówi mu, aby znalazł sobie dom, gdzie mógłby mieszkać na stałe.
Pil-gi postanawia zrealizować wolę ojca. Szuka domu w różnych miastach, aż w końcu znajduje ten wymarzony – duży, luksusowy dom w dobrej dzielnicy z dużym balkonem i widokiem bezpośrednio na morze. Co jednak jest najważniejsze – dom jest tani. Pil-gi jest bardzo szczęśliwy, jednak jego szczęście nie trwa długo. Już pierwszej nocy spędzonej w domu ten objawia mu swoją tajemnicę; Pil-gi nie mieszka tu sam. Jest to także dom ducha o imieniu Yeon-hwa (Yang Yao-hee).
Mimo że na początku Pil-gi stosuje najróżniejsze metody wypędzenia ducha, później obaj – mimo że z różnych światów – zostają przyjaciółmi i nawiązują z sobą bliższy kontakt.

## Podsumowanie
Film zapewnia doskonałą rozrywkę dla całej rodziny. Są tu "zmiksowane" wszelkie formy horroru wschodnioazjatyckiego a także wiele nawiązań do wielu filmów z Europy. Jest to połączenie horroru i komedii, schematyczna historia nawiedzonego domu, w koło powtarzana w europejskich filmach. Wszystko jest jednak pokazane w krzywym zwierciadle; duch, który nie daje spokoju Pil-gi zupełnie odbiega od ogólnie przyjętego stereotypu ducha; tutaj jest to piękna kobieta, a nie blady potwór z połamanymi paznokciami i bez jednego oka jak Sadako Yamamura w Ringu, choć strój ma podobny.
Nieobeznany z Azją i z jej kinem człowiek nie odbierze całego przesłania filmu. Po pierwsze, ktoś przyzwyczajony do przepełnionego efektami specjalnymi filmu amerykańskiego nie wytrzyma obejrzeć Domu ducha do końca. Jest on po prostu za trudny chociażby ze względu na odmienną grę aktorów; nadmiar gestykulacji, wręcz teatralne ruchy. Takie jest już jednak kino koreańskie.
W filmie jest także cały szereg podtekstów i nawiązań. Na przykład, kiedy Pil-gi zaprasza przedstawicieli wszystkich religii świata, aby wszyscy wspólnie wygonili ducha, katolicki ksiądz dławi się wężem (symbol grzechu), a buddyjscy mnisi, niemal symbol czystości, ulegają wdziękom seksownej, lecz niematerialnej istoty.
Przykładem nawiązań do europejskich filmów jest scena, kiedy Pil-Gi ma sen o kurczakach. Kiedy budzi się, podwórko i dom oblegają ich dziesiątki. Każdy kinoman dostrzeże podobieństwo do Ptaków Hitchcocka. Bezradny Pil-gi ucieka na dach budynku, a kurczaki w zwolnieniu wzbijają się w górę (Matrix) i atakują go.

## Przesłanie patriotyczne
Obok komediowej odsłony Domu ducha jego reżyser umieścił w filmie też patriotyczne przesłanie; pod koniec filmu Pil-gi rozpoczyna wojnę z przedsiębiorcą budowlanym, który chce zburzyć dom i na jego miejsce postawić centrum handlowe. Tym razem Pil-gi, sprzymierzony z duchem Yeon-hwa, dzielnie broni swego pierwszego w życiu domu. I kiedy już za kilka minut dom ma być zrównany z ziemią i wszystko wydaje się być stracone na odsiecz przybywają setki dusz przodków i wypędzają złowieszcze buldożery. Kryje się pod tym głęboki podtekst: Pil-gi, normalny człowiek, i Yeon-hwa, "duch w krzywym zwierciadle", symbolizują Koreę Południową i Koreę Północną. Jednoczą się, aby bronić domu – tradycji i historii, dom ma szerokie znaczenie w tradycji koreańskiej. Masy dusz zmarłych przodków symbolizują wspólną przeszłość obu krajów. Reżyser mówi przez to, że nieważne są podziały polityczne – w obronie tradycji i kultury powinni stawać wszyscy Koreańczycy.

## Sukces kasowy
Film Dom ducha okazał się całkowitym sukcesem kasowym w Korei – już w pierwszych dniach jego wyświetlania film w kinach obejrzało grubo ponad 3 miliony widzów, co daje mu pierwsze miejsce w Korei Południowej – lepiej nawet od Harry'ego Pottera i Więźnia Azkabanu, na którego poszło do kina w Korei niespełna 2,5 miliona.